# 373
373 је била проста година.

## Догађаји
- Цар Валенс је прихватио аријанизам и наредио прогон православних хришћана на римском Истоку.
- Квинт Аурелије Симах постаје проконзул Африке и постаје члан папског колегијума.
- Теодосије Старији именован је за команданта експедиције за сузбијање Фирмусове побуне у Мауретанији.
- Валенсов аквадукт је отворен близу Цариграда. Аквадукт је дугачак 971 метар.
- Битка на реци Танаис: Хуни побеђују Алане код реке Дон, терајући остатке у бекство ка западу.
- Краљ Шапур II објављује рат као резултат Валенсове подршке Јерменији. Цар Валенс чини Антиохију својом војном базом за кампању против Персије.
- Свети Мартин Турски предузима христијанизацију Галије.

## Смрти
- 2. мај – Атанасије Александријски, египатски епископ и светац (р. 296)[1]
- 9. јун – Јефрем Сиријски, сиријски православни свештеник и светац (р. 306)